# Adaios von Mytilene
Adaios von Mytilene war ein antiker griechischer Kunstschriftsteller, der im 3. Jahrhundert v. Chr. in Athen lebte. Von seinen Werken sind nur noch die Titel περὶ διαθέσεως („Über die Komposition“) und περὶ ἀγαλματοποιῶν („Über Bildhauer“) bekannt.